# Coenzo
Coenzo (Cuênsi in dialetto parmigiano) è una frazione del comune di Sorbolo Mezzani, posta 7 km a nord di Sorbolo, a pochi chilometri dalla foce dell'Enza in Po. Il centro abitato rimane incuneato tra gli argini del torrente Enza a est e il ponte sul canale Parmetta che lo collega a Mezzano Inferiore a nord-ovest.

## Storia
Il toponimo di Coenzo deriva dal latino Caput Incia, ovvero "in capo all'Enza" sorgendo nei pressi dell'antica foce del torrente in Po (oggi il fiume e la foce si sono spostati più a nord).
La presenza umana in tempi preistorici sul territorio della frazione è testimoniata da tracce di terramare in località "la Pantera", a sud di Coenzo, e anche presso "la Motta", ovvero dietro alla Chiesa parrocchiale. La zona continuò a essere frequentata anche nell'età del ferro, a tale epoca risalgono sei sepolture contenenti oggetti di corredo rinvenute casualmente agli inizi del XX secolo a Coenzo a Mane.
Tuttavia la storia vera e propria dell'abitato inizia solo nel medioevo quando il villaggio acquisì importanza strategica trovandosi a ridosso del ponte che collegava le sponde parmigiana e reggiana dell'Enza, nonché trovandosi ad essere estremo baluardo nord-orientale del territorio di Parma. Fu possedimento di numerose famiglie nobili italiane: Dal Verme, Sforza, Lalatta, Torelli e infine Calvi.
Coenzo è citato per la prima volta in un atto del 1140 della Badessa del Monastero di Sant'Alessandro di Parma. Tuttavia, il paese è già menzionato in un precetto reale del longobardo Liutprando datato 2 agosto 712 ove si fa cenno all'abitato con l'antico toponimo di "Casale San Pietro": tale documento sancisce la donazione da parte di re Liutprando delle terre coenzesi e della chiesa di San Siro al monastero di San Pietro in Ciel d'Oro di Pavia. In un atto notarile del 30 giugno 1036 Coenzo è ancora indicato come "Casale San Pietro": nel rogito in questione l'abate del predetto monastero pavese concede la chiesa e le sue terre coenzesi a due ecclesiastici ("Joanni sacerdoti et Adalberto clerico") con l'obbligo che i concessori paghino annualmente cinque soldi all'abate concedente. In base alle testimonianze documentali si può dunque ritenere vera l'ipotesi secondo cui il toponimo di "Casale San Pietro" derivasse in origine dal patrono del monastero al quale queste terre appartenevano sin da epoca altomedievale. L'influenza longobarda nell'area padana è d'altronde un dato storico che, nel caso specifico di Coenzo, appare confermato dalla dedicazione della pieve locale al culto di san Siro. Un'ultima ricorrenza dell'antico toponimo si trova infine in alcune pergamene, datate 1190 e conservate all'Archivio di Stato di Milano, in cui si fa riferimento ad una controversia tra Bergondio, abate del suddetto monastero pavese, e Ranfredo, arciprete della plebana di Sorbolo circa il possesso di una cappella dedicata a San Siro e posta "in curte Casalis Sancti Petri".
Nel 1197 il vescovo di Parma Obizzo I cita Coenzo affidando il diritto di nomina dei chierici di Coenzo all'arciprete di Sorbolo.
Nel 1226 il Podestà di Parma pensò costruire un castello allo sbocco dell’Enza presso Coenzo per difendere la zona rivierasca del Po dal pericolo di scorrerie dei ghibellini capitanati dai marchesi Pallavicino.
Nel 1284 ebbe luogo la fortificazione del ponte e la costruzione di due torri poste ognuna su un lato dell'Enza collegate da una catena di ferro. Nel 1348 il ponte fu rinforzato e al contempo si favorirono degli insediamenti nell'area.
Oggi sopravvive solo una torre, meglio nota come Torrione, la quale è stata inglobata nell'abitato moderno del paese.
Il paese, divenuto importante presidio difensivo, dovette sostenere diversi attacchi specialmente durante il dominio della famiglia Torelli. Dopo essere precedentemente appartenuto ai Dal Verme, nel 1470 il feudo era di proprietà degli Sforza. Nel 1696 i Calvi divennero conti di Coenzo su investitura del duca Francesco Farnese.
La parte dell'abitato situato sulla sponda destra dell'Enza noto come Coenzo a Mane, prima facente parte del Ducato di Parma col trattato di Firenze del 1844 venne inglobato nel Ducato di Modena.

## Monumenti e luoghi d'interesse

### Chiesa di San Siro

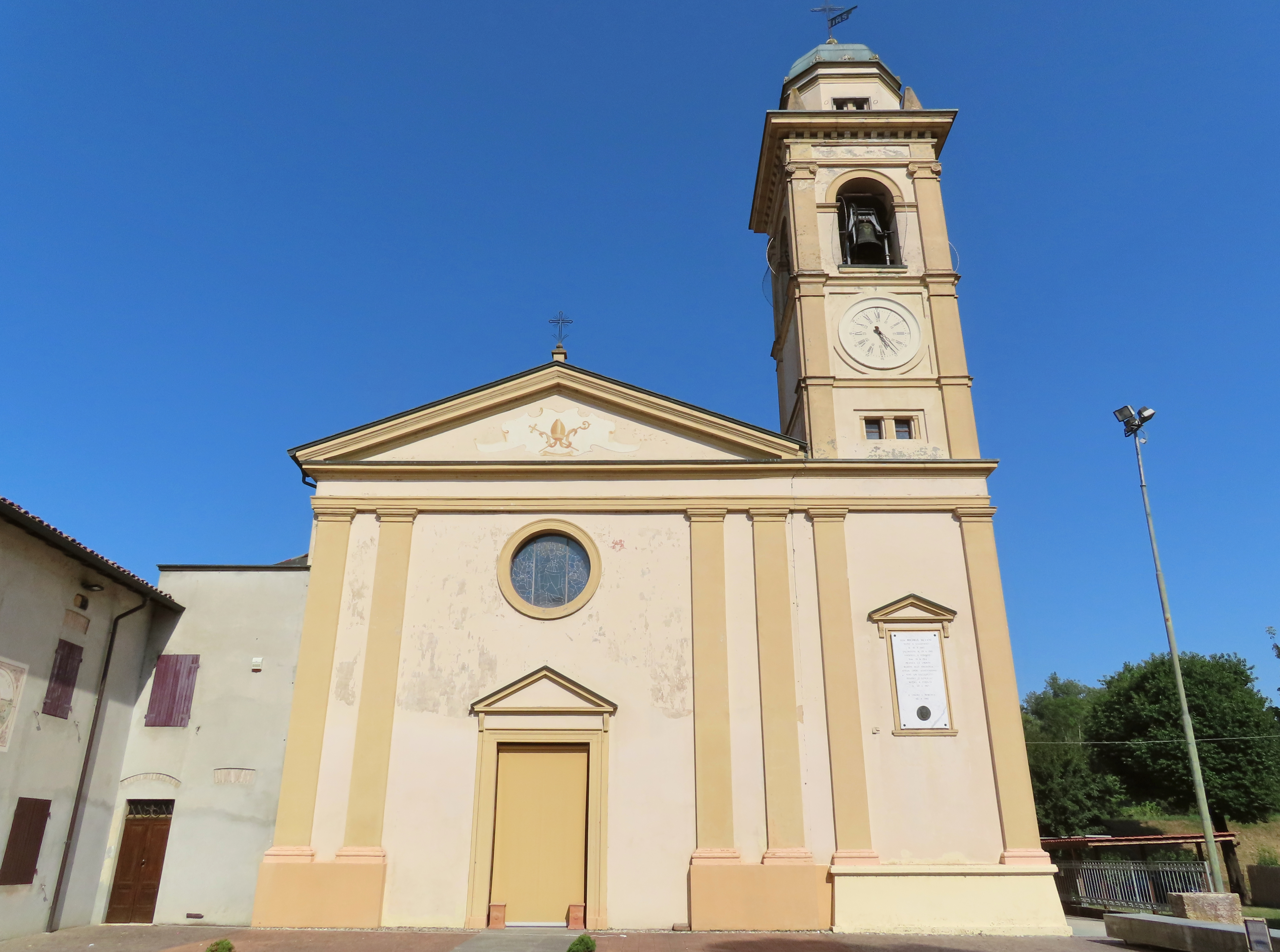
Chiesa di San Siro

È citata per la prima volta nel 1140 e poi in altri atti nei secoli seguenti come dipendente dalla Pieve di Sorbolo. In un atto del 1493 la chiesa appare invece come dipendente dalla badessa di Sant'Alessandro di Parma.
Nel XVIII secolo la vecchia chiesa era ormai pericolante e si procedette quindi con la costruzione del nuovo edificio (1793). Nell'attuale sagrestia si mantiene ancora l'abside della Chiesa medievale.

### Casa delle contadinerie
Inaugurata il 30 settembre 2012, è un museo etnografico nato per fare conoscere usi e costumi della popolazione della zona tra il XIX e il XX secolo.

### Torrione

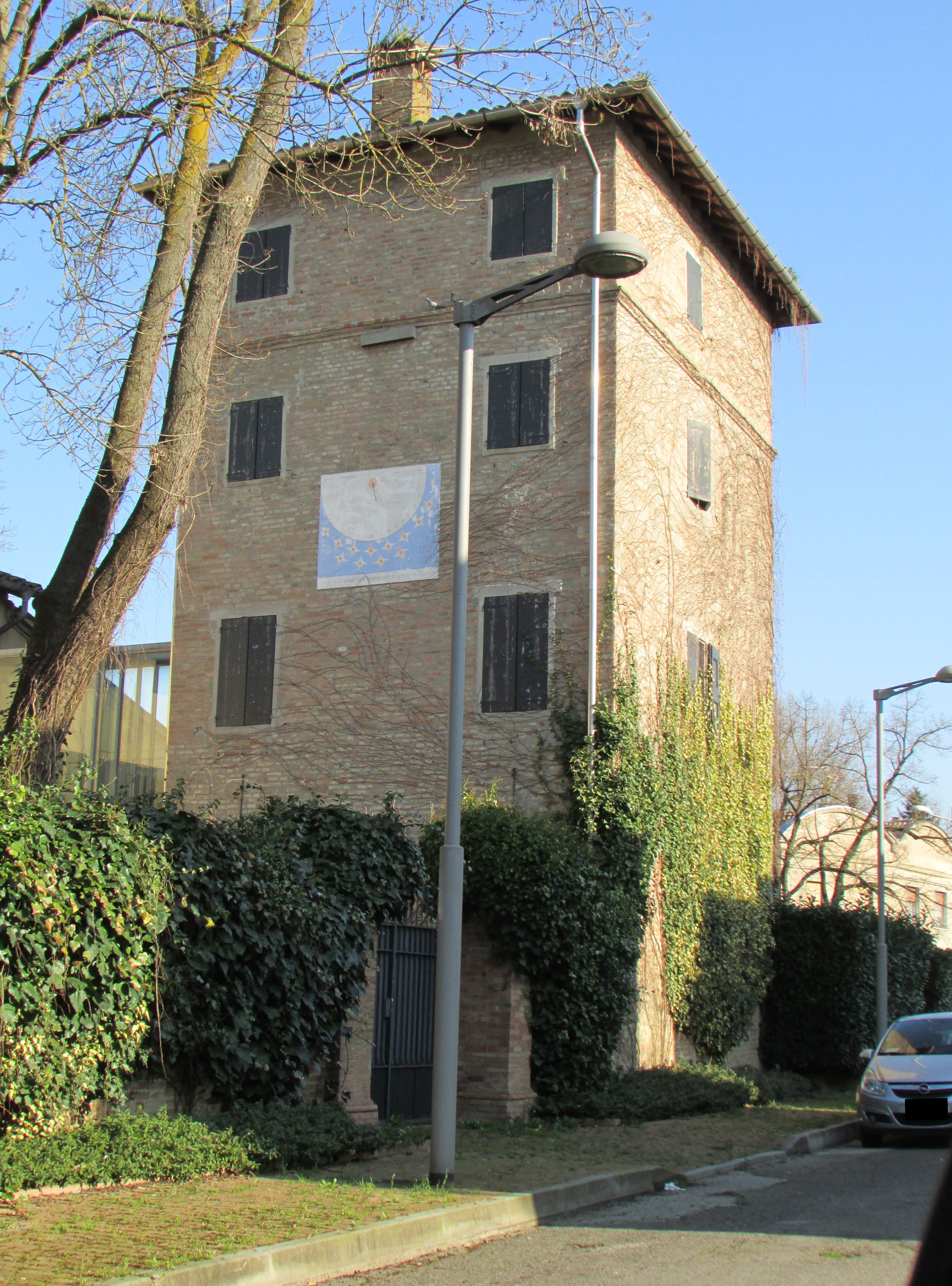
Torrione

Fu edificato nel 1284 assieme a un'altra torre gemella (oggi scomparsa) sulla riva destra dell’Enza per il controllo del passaggio dei natanti sul vicino corso d'acqua. Conteso tra il comune di Parma e la famiglia Da Correggio fu smantellato nel 1329 e in seguito ricostruito nel 1334. È l'edificio più antico del comune di Sorbolo.

### Terramara in località Pantera
La terramara della Pantera è stata scoperta solo nel 1980 ad opera del parroco locale. Vi sono stati effettuati solo alcune prospezioni e due sondaggi del 2004 e 2007 durante la realizzazione della vicina strada Cispadana nel tratto tra Coenzo e la strada provinciale 72 Mezzani-Parma. Sono state effettuate considerazioni solo sulla cronologia del sito. In esso è stata inizialmente riscontrata la presenza di torba di origine antropica, in seguito sono stati recuperati 111 reperti. Questi come già supposto in precedenza confermano l'attività dell'abitato negli ultimi periodi dell'Età del bronzo, tuttavia sono stati ritrovati anche alcuni manufatti appartenenti al bronzo medio. Gli ultimi ritrovamenti fanno ipotizzare un'occupazione più lunga del sito, forse anche per tutta l'epoca terramaricola.
Il reticolato idrico dell'età del bronzo era leggermente diverso da quello odierno: il corso del Po era più spostato a sud, tant'è che il fiume lambiva la terramara di Santa Rosa oggi ubicata tra Boretto e Poviglio e il corso dei torrenti appenninici in pianura aveva un andamento molto più inclinato verso nord-est. Un articolo  riguardante l'idrografia del bacino inferiore dell'Enza nel comune di Sorbolo rivela l'esistenza di dossi fluviali ben visibili a nord-est di Parma. L'autore li attribuisce al Baganza e il fatto che le terramare di Ravadese e Pantera fossero sorte lungo il suo corso ne attesterebbe l'attività durante l'età del bronzo.

### Monumento ai Caduti
Il monumento, dedicato ai Caduti della Grande Guerra, è costituito da un obelisco di cinque metri sormontato da un'aquila bronzea con un'apertura alare di 1,20 metri. La base è delimitata da quattro ordigni da bombarda di calibro 240 mm, concessi quali cimeli da parte dell'allora Ministero della Guerra. La realizzazione dell'opera fu resa possibile grazie alle donazioni e alle offerte degli abitanti, alcuni dei quali, allo scopo di raccogliere fondi, costituirono anche una "società di filodrammatica": gli incassi degli spettacoli teatrali furono destinati alla costruzione del monumento che infine fu inaugurato ufficialmente il 12 novembre 1922.

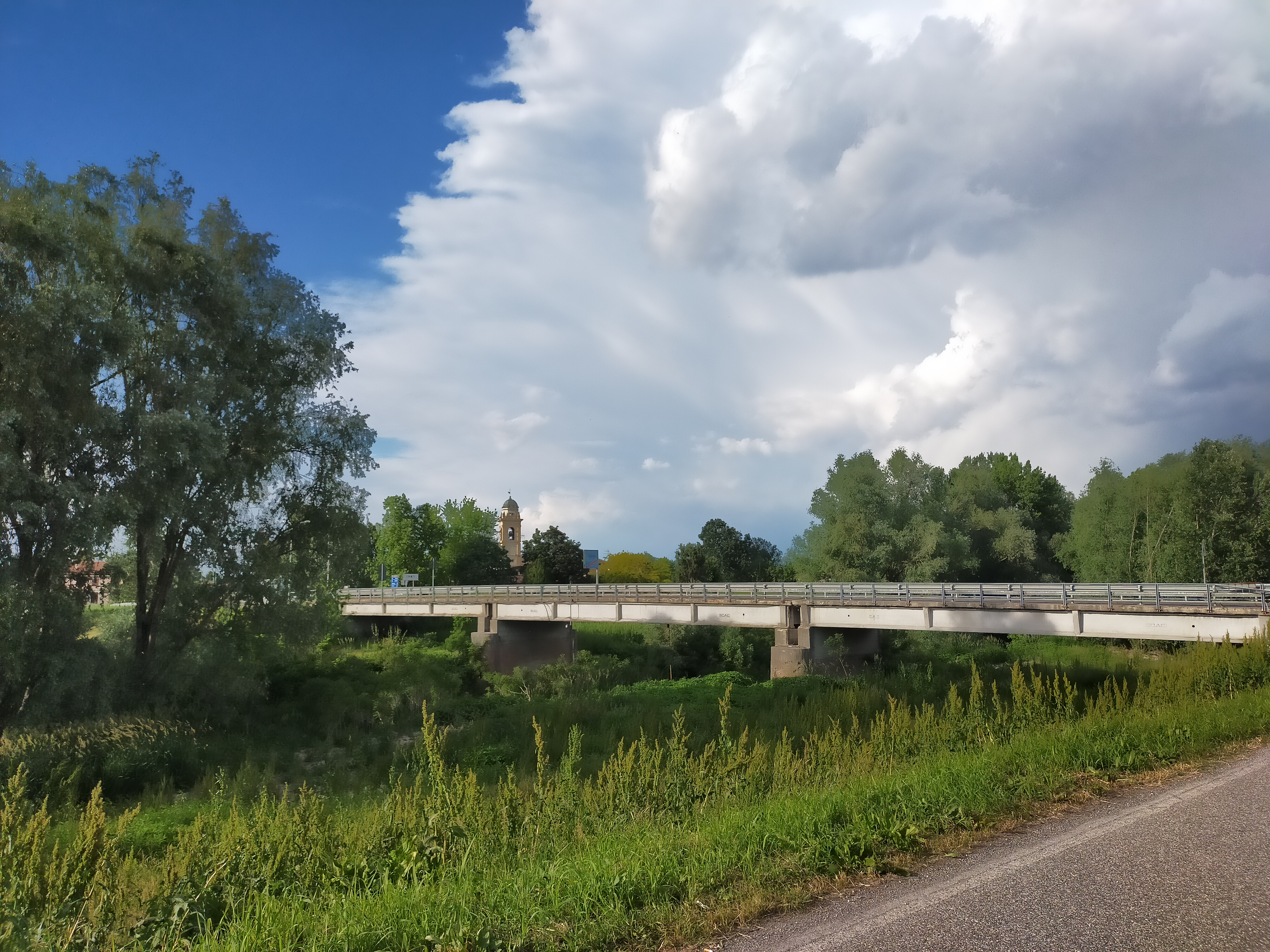
Panoramica del ponte dalla sponda destra dell'Enza

### Ponte sull'Enza

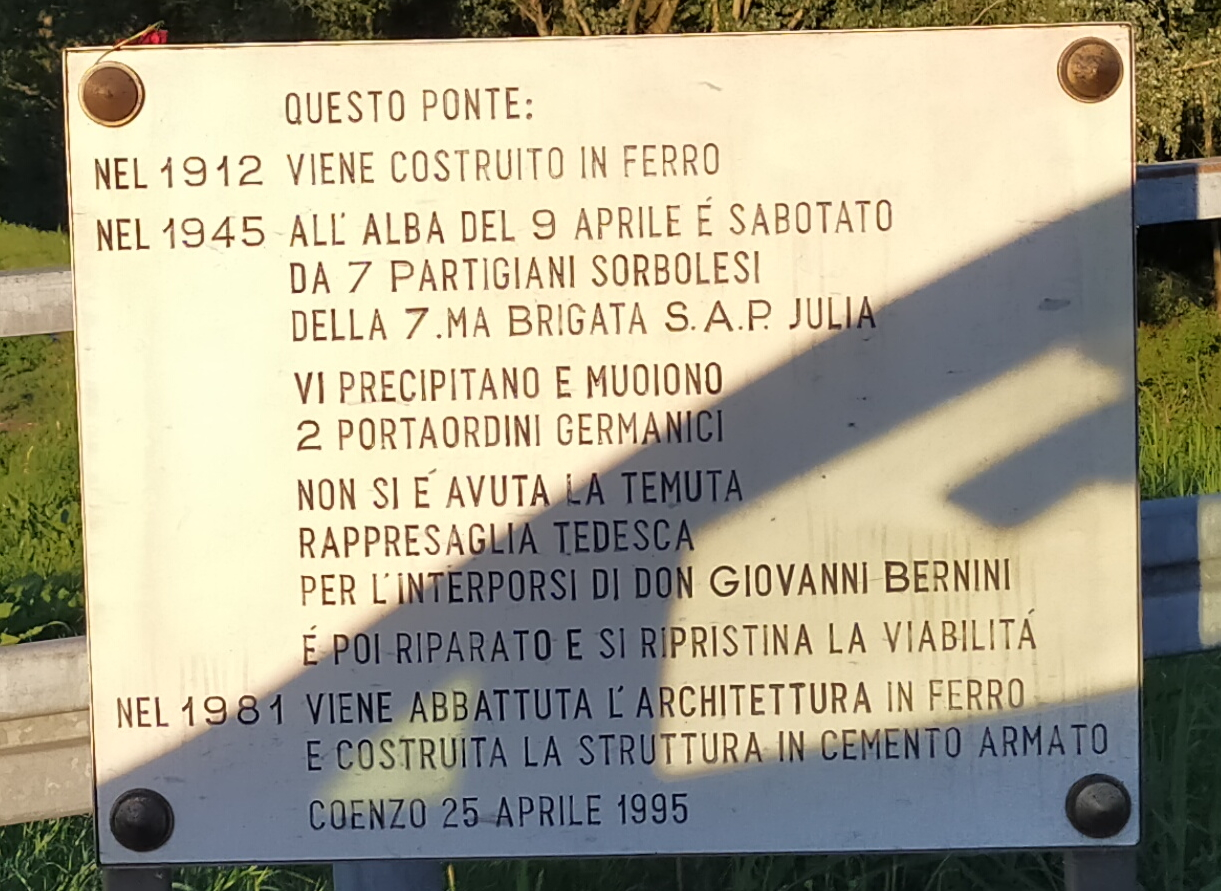
Targa sul ponte

Il ponte attraversa il torrente Enza e collega Coenzo con la SP41 che seguendo il percorso dell'argine maestro raggiunge Brescello. Un primo ponte in ferro venne realizzato nel 1912. Il 6 aprile 1945 fu danneggiato da un'azione partigiana in cui perirono due soldati tedeschi. Si temette un'azione di rappresaglia che non ebbe luogo anche grazie all'attività di mediazione operata da don Giovanni Bernini parroco di Mezzano Inferiore. Il ponte fu in seguito riparato e riaperto al transito. Ne 1981 venne sovralzato con l'inserimento sui piloni preesistenti di una struttura in cemento armato.

## Geografia antropica

### Suddivisioni storiche

#### Coenzo a Mane
È un nucleo di abitazioni poste sulla riva destra dell'Enza nelle immediate vicinanze del ponte sul torrente. Pur trovandosi nel comune di Brescello, facente parte della Provincia di Reggio Emilia, a tutti gli effetti gravita sul paese di Coenzo di cui è parte integrante. Fece parte del Ducato di Parma fino al 1847 quando in seguito al Trattato di Firenze venne assegnato al Ducato di Modena e ne seguì le sorti fino all'unità d'Italia.